# Rune Pedersen
Rune Pedersen (Jeløy, 1963. május 19. –) norvég nemzetközi labdarúgó-játékvezető.

## Pályafutása

### Nemzeti játékvezetés
1987-ben lett hazája legfelső szintű labdarúgó-bajnokságának játékvezetője. Az aktív nemzetközi játékvezetéstől 2003-ban vonult vissza.

#### Nemzeti kupamérkőzések
Vezetett Kupa-döntők száma: 4.

##### Norvég Kupa
A norvég JB szakmai felkészültségét elismerve, több alkalommal megbízta a döntő találkozó irányításával.
| Időpont | Helyszín               | Mérkőzés típusa | Mérkőzés                 | Eredmény | Nézők száma |
| ------- | ---------------------- | --------------- | ------------------------ | -------- | ----------- |
| 1989.   | Ullevaal Stadion, Oslo | döntő           | Viking–Molde             | 2 : 2    | 23 000      |
| 1992.   | Ullevaal Stadion, Oslo | döntő           | Rosenborg BK–Lillestrøm  | 3 : 2    | 28 217      |
| 1995.   | Ullevaal Stadion, Oslo | döntő           | Rosenborg–SK Brann       | 3 : 1    | 20 076      |
| 1998.   | Ullevaal Stadion, Oslo | döntő           | Stabæk Fotball–Rosenborg | 3 : 1    | 23 251      |

### Nemzetközi játékvezetés
A Norvég labdarúgó-szövetség Játékvezető Bizottsága (JB) terjesztette fel nemzetközi játékvezetőnek, a Nemzetközi Labdarúgó-szövetség (FIFA) 1989-től tartotta nyilván bírói keretében. Több nemzetek közötti válogatott és klubmérkőzést vezetett.A norvég nemzetközi játékvezetők rangsorában, a világbajnokság-Európa-bajnokság sorrendjében többedmagával a 2. helyet foglalja el 20 találkozó szolgálatával. Európai-kupamérkőzések irányítójaként az örök ranglistán a 15. helyet foglalja el 52 találkozó vezetésével. Az aktív nemzetközi játékvezetéstől 2003-ban vonult vissza. Válogatott mérkőzéseinek száma: 33.

#### Világbajnokság

##### U20-as labdarúgó-világbajnokság
Katar rendezte a 10., az 1995-ös ifjúsági labdarúgó-világbajnokság-ot, ahol a FIFA JB hivatalnokként foglalkoztatta.
| Időpont           | Helyszín                      | Mérkőzés típusa              | Mérkőzés              | Eredmény | Nézők száma |
| ----------------- | ----------------------------- | ---------------------------- | --------------------- | -------- | ----------- |
| 1995. április 17. | Khalifa Olympic Stadion, Doha | csoportmérkőzés (C. csoport) | Argentína–Portugália  | 0 : 1    | 8 000       |
| 1995. április 23. | Khalifa Olympic Stadion, Doha | egyik negyeddöntő            | Portugália–Ausztrália | 2 : 1    | 5 000       |

---
A világbajnoki döntőhöz vezető úton Amerikai Egyesült Államokba a XV., az 1994-es labdarúgó-világbajnokságra, Franciaországba a XVI., az 1998-as labdarúgó-világbajnokságra illetve Dél-Koreába és Japánba a XVII., a 2002-es labdarúgó-világbajnokságra a FIFA JB bíróként alkalmazta. Világbajnokságon vezetett mérkőzéseinek száma: 2.

##### 1994-es labdarúgó-világbajnokság

###### Selejtező mérkőzés
| Időpont             | Helyszín                       | Mérkőzés típusa           | Mérkőzés                | Eredmény | Nézők száma |
| ------------------- | ------------------------------ | ------------------------- | ----------------------- | -------- | ----------- |
| 1992. április 28.   | Windsor Park Stadion, Belfast  | előselejtező (3. csoport) | Észak-Írország–Litvánia | 2 : 2    | 4 500       |
| 1993. április 14.   | Parken Stadion, Koppenhága     | előselejtező (3. csoport) | Dánia–Lettország        | 2 : 0    | 29 088      |
| 1993. szeptember 8. | Lansdowne Road Stadion, Dublin | előselejtező (3. csoport) | Írország–Litvánia       | 2 : 0    | 33 000      |

##### 1998-as labdarúgó-világbajnokság

###### Selejtező mérkőzés
| Időpont              | Helyszín                          | Mérkőzés típusa           | Mérkőzés                  | Eredmény | Nézők száma |
| -------------------- | --------------------------------- | ------------------------- | ------------------------- | -------- | ----------- |
| 1996. április 24.    | Spyridon Louis Stadion, Athén     | előselejtező (1. csoport) | Görögország–Szlovénia     | 2 : 0    | 7 500       |
| 1997. március 30.    | Crvene Zvezde Stadion, Belgrád    | előselejtező (6. csoport) | Jugoszlávia–Spanyolország | 1 : 1    | 49 253      |
| 1997. szeptember 10. | Boris Paichadze Stadion, Tbiliszi | előselejtező (2. csoport) | Grúzia–Olaszország        | 0 : 0    | 51 117      |
| 1997. október 11.    | Niedersachsen Stadion, Hannover   | előselejtező (9. csoport) | Németország–Albánia       | 4 : 3    | 44 522      |
| 1997. november 15.   | Olimpiai Stadion, Kyiv            | kvalifikáció              | Horvátország–Ukrajna      | 1 : 1    | 77 500      |

###### Világbajnoki mérkőzés
| Időpont          | Helyszín                     | Mérkőzés típusa              | Mérkőzés                 | Eredmény | Nézők száma |
| ---------------- | ---------------------------- | ---------------------------- | ------------------------ | -------- | ----------- |
| 1998. június 21. | Princes Park Stadion, Párizs | csoportmérkőzés (H. csoport) | Argentína–Jamaica        | 5 : 0    | 48 000      |
| 1998. július 4.  | Gerland Stadion, Lyon        | egyik negyeddöntő            | Horvátország–Németország | 3 : 0    | 44 000      |

##### 2002-es labdarúgó-világbajnokság

###### Selejtező mérkőzés
| Időpont           | Helyszín                          | Mérkőzés típusa           | Mérkőzés            | Eredmény | Nézők száma |
| ----------------- | --------------------------------- | ------------------------- | ------------------- | -------- | ----------- |
| 2000. október 11. | Qemal Stafa Stadion, Tirana       | előselejtező (9. csoport) | Albánia–Görögország | 2 : 0    | 10 200      |
| 2001. március 28. | Boris Paichadze Stadion, Tbiliszi | előselejtező (8. csoport) | Grúzia–Románia      | 0 : 2    | 27 000      |
| 2001. június 6.   | Spyridon Louis Stadion, Athén     | előselejtező (9. csoport) | Görögország–Anglia  | 0 : 2    | 62 000      |

#### Európa-bajnokság
Négy európai-labdarúgó torna döntőjéhez vezető úton Svédországba a IX., az 1992-es labdarúgó-Európa-bajnokságra, Angliába a X., az 1996-os labdarúgó-Európa-bajnokságra valamint Belgiumba, Hollandiába a XI., a 2000-es labdarúgó-Európa-bajnokságra és Portugáliába a XII., a 2004-es labdarúgó-Európa-bajnokságra az UEFA JB játékvezetőként foglalkoztatta.

##### 1992-es labdarúgó-Európa-bajnokság

###### Selejtező mérkőzés
| Időpont            | Helyszín                      | Mérkőzés típusa           | Mérkőzés          | Eredmény | Nézők száma |
| ------------------ | ----------------------------- | ------------------------- | ----------------- | -------- | ----------- |
| 1991. május 16.    | Olimpiai Stadion, Helsinki    | előselejtező (6. csoport) | Finnország–Málta  | 2 : 0    | 5 150       |
| 1991. november 13. | Hampden Park Stadion, Glasgow | előselejtező (2. csoport) | Skócia–San Marino | 4 : 0    | 35 170      |

##### 1996-os labdarúgó-Európa-bajnokság

###### Selejtező mérkőzés
| Időpont             | Helyszín                           | Mérkőzés típusa           | Mérkőzés                   | Eredmény | Nézők száma |
| ------------------- | ---------------------------------- | ------------------------- | -------------------------- | -------- | ----------- |
| 1994. szeptember 7. | Windsor Park Stadion, Belfast      | előselejtező (6. csoport) | Észak-Írország–Portugália  | 1 : 2    | 6 000       |
| 1994. december 13.  | Hüseyin Avni Aker Stadion, Trabzon | előselejtező (1. csoport) | Azerbajdzsán–Franciaország | 0 : 2    | 3 000       |
| 1995. június 7.     | Steaua Stadion, Bukarest           | előselejtező (1. csoport) | Románia–Izrael             | 2 : 1    | 18 575      |

##### 2000-es labdarúgó-Európa-bajnokság

###### Selejtező mérkőzés
| Időpont         | Helyszín                 | Mérkőzés típusa           | Mérkőzés             | Eredmény | Nézők száma |
| --------------- | ------------------------ | ------------------------- | -------------------- | -------- | ----------- |
| 1999. június 5. | Steaua Stadion, Bukarest | előselejtező (7. csoport) | Románia–Magyarország | 2 : 0    | 25 000      |

##### 2004-es labdarúgó-Európa-bajnokság

###### Selejtező mérkőzés
| Időpont           | Helyszín                        | Mérkőzés típusa            | Mérkőzés       | Eredmény | Nézők száma |
| ----------------- | ------------------------------- | -------------------------- | -------------- | -------- | ----------- |
| 2002. október 16. | Landsdowne Road Stadion, Dublin | előselejtező (10. csoport) | Írország–Svájc | 1 : 2    | 35 000      |

#### Nemzetközi kupamérkőzések

##### UEFA-kupa
A 2000-2001-es tornasorozat legnagyobb meglepetéscsapata, a spanyol Alaves. Az elődöntőben egyszerűen kiütötte ellenfelét. Az általános gyakorlattól - nemzeti- vagy nemzetközi - eltérően ezen a találkozón Pedersen négy büntetőt ítélt, hármat a spanyolok, egyet a németek javára.
| Időpont          | Helyszín                       | Mérkőzés típusa   | Mérkőzés                              | Eredmény |
| ---------------- | ------------------------------ | ----------------- | ------------------------------------- | -------- |
| 2001. április 5. | Mendizorrotza Stadion, Gasteiz | egyik negyeddöntő | Deportivo Alavés–1. FC Kaiserslautern | 5 : 1    |

## Sportvezetőként
1998-tól a norvég JB koordinátora, ellenőr.

## Sikerei, díjai
Szakmai munkájának elismeréseként 1990-2000 között kilencszer lett az Év Játékvezetője és kapta meg Kniksen díjat, csak 1993-ban előzte meg Roy Helge Olsen játékvezető.
Az IFFHS (International Federation of Football History & Statistics) 1987-2011 évadokról tartott nemzetközi szavazásán 151, játékvezető besorolásával minden idők 95, legjobb bírójának rangsorolta, holtversenyben  Ernesto Filippi, Szaad Kamíl al-Fadli társaságában.

## Magyar vonatkozások
Az UEFA-bajnokok ligája versenykiírásának selejtezőiben szolgált bíróként.
| Időpont             | Helyszín             | Mérkőzés típusa      | Mérkőzés                                | Eredmény |
| ------------------- | -------------------- | -------------------- | --------------------------------------- | -------- |
| 1994. október 18.   | Népstadion, Budapest | előselejtezők 2. kör | Honvéd–Leverkusen                       | 0 : 2    |
| 1995 szeptember 13. | Letzigrund, Zürich   | selejtező            | Grasshopper Club Zürich–Ferencvárosi TC | 0 : 3    |